# Basket vid panamerikanska spelen 2011
Basket vid panamerikanska spelen 2011 spelades i Guadalajara, Mexiko under perioden 21–30 oktober 2011. Tävlingarna avgjordes i två grenar.
Puerto Rico vann bägge grenarna, och Mexiko kom på andraplats i bägge grenarna. Brasilien blev bronsmedaljörer i damernas turnering, och USA i herrarnas turnering.

## Medaljsummering
| Gren               | Guld | Silver | Brons |
| Damernas turnering | Puerto Rico | Mexiko | Brasilien |
| Damernas turnering | Angelica Bermudez Carla Cortijo Carla Escalera Michelle Gonzalez Yolanda Jones Angiely Morales Michelle Pacheco Mari Placido Pamela Rosado Jazmine Sepulveda Cynthia Valentin Esmary Vargas | Marie Bibbs Alexis Castro Azucena Loudres Abril Garcia Monica Garcia Sofia Garica Erika Gomez Fernanda Guitierrez Laura Nuñez Maylene Ornelas Sonia Ortega Brisa Silva | Tassia Carcavalli Damiris Dantas Izabela De Andrade Barbara De Queiroz Carina De Souza Erika De Souza Clarissa Dos Santos Gilmara Justino Palmira Marcal Iziane Marques Jaqueline Silvestre Silvia Valente |

| Gren                | Guld | Silver | Brons |
| Herrarnas turnering | Puerto Rico | Mexiko | USA |
| Herrarnas turnering | Renaldo Balkman José Juan Barea Carlos Arroyo Filiberto Rivera Carlos Strong Samuel Villegas Miguel "Ali" Berdiel Edwin Ubiles Gabriel Colón Luis Villafañe Manuel Narvaez Daniel Santiago | Paul Stoll Jovan Harris Pedro Meza Christopher Hernandez Adam Parada Michael Strobbe Victor Mariscal Omar Quintero Hector Hernandez Orlando Mendez Lorenzo Real Jesus Lopez | Blake Ahearn Brian Butch Justin Dentmon Jerome Dyson Moses Ehambe Marcus Lewis Leo Lyons Renaldo Major Donald Sloan Greg Stiemsma Curtis Sumpter Lance Thomas |